# 11번째 시간
《11번째 시간》(The 11th Hour)는 미국에서 제작된 레일라 코너스 감독의 2007년 다큐멘터리 영화이다. 케니 오스벨 등이 주연으로 출연하였고 레일라 코너스 피터슨 등이 제작에 참여하였다.

## 출연
- 케니 오스벨
- 제닌 비니어스
- 레오나르도 디카프리오
- 미하일 고르바체프
- 스티븐 호킹
- 빌 맥키븐
- 데이빗 오어
- 데이빗 스즈키

## 같이 보기
- 생태발자국